# قايدو فون لست
قايدو فون لست (بالإنجليزية: Guido von List)‏ (و. 1848 – 1919 م) هو شاعر، وصحفي، وكاتب، ومنجّم من الإمبراطورية النمساوية، والإمبراطورية النمساوية المجرية، ولد في فيينا، توفي في برلين، عن عمر يناهز 71 عاماً، بسبب ذات الرئة.

## روابط خارجية
- قايدو فون لست على موقع الموسوعة البريطانية (الإنجليزية)